# トライネットエンタテインメント
トライネットエンタテインメント株式会社（TRINET ENTERTAINMENT, Inc.）は、かつて存在したテレビアニメの製作などを手掛ける企業である。

## 概要
1991年に「ビズインターナショナル」という社名で創業。当初はアニメ作品のマーチャンダイジング事業が中心だったが、2004年にトライネットエンタテインメントに社名変更してからアニメ製作に参入した。それ以降は日本出版販売・アミューズソフトエンタテインメント（アミューズの子会社）の2社が株主となり、日本出版販売の子会社（当初は非連結子会社、2005年以降は連結子会社）となっていたが、2008年5月30日の日本出版販売による100%までの株式追加取得により、同社の完全子会社となった。
ケイエスエスのプロデューサーだった大宮三郎と飯塚康一が在籍していた2004年から2007年の間、ケイエスエスが得意としていた美少女アニメを中心に制作・販売していた。また「TRIKIDS」という絵本をベースとした子供向けDVDシリーズの発売や、映画作品（主にミニシアター向け）の配給も行っていた。各作品のネット配信の提供も積極的であった。
2009年4月1日に同じ日本出版販売の子会社である日販運輸・日販製函と合併し（存続会社は日販運輸）、社名は「日販物流サービス」（にっぱんぶつりゅうサービス）となり消滅した。

## 製作作品一覧
ここではアニメ作品のみ記載。太字はUHFアニメ。

### テレビアニメ
2004年
- プリンセスアワー
  - φなる・あぷろーち（ZEXCSと共同制作）
  - W〜ウィッシュ〜（ピクチャーマジックと共同制作）

2005年
- おでんくん（NHK教育テレビ、アニメーション制作はエッグ）
- こいこい7（スタジオフラッグと共同制作）
- IZUMO -猛き剣の閃記-（スタジオ九魔と共同制作）
- 機動新撰組 萌えよ剣 TV（ピクチャーマジックと共同制作）
- はっぴぃセブン 〜ざ・テレビまんが〜（スタジオ雲雀と共同制作）
- ラムネ（ピクチャーマジックと共同制作）

2006年
- 鍵姫物語 永久アリス輪舞曲（ピクチャーマジックと共同制作）
- 吉永さん家のガーゴイル（スタジオ雲雀と共同制作）
- つよきす Cool×Sweet（スタジオ雲雀と共同制作）
- RED GARDEN（テレビ朝日・サンテレビ、アニメーション制作はGONZO）

2008年
- エレキング the Animation（キッズステーション、アニメーション制作は瑞鷹）

### OVA
- 春を抱いていた（2004年、ネストと共同制作）
- BALDR FORCE EXE RESOLUTION（2006年、アニメーション制作はサテライト）
- デッドガールズ（2007年、『RED GARDEN』のスピンオフ作品、アニメーション制作はGONZO）

## 特筆事項
大宮プロデューサー・飯塚ディレクターの名物コンビ
かつて2人が在籍していたケイエスエス時代から、大宮は関連ラジオ番組やイベントの司会ぶりから「サブちゃん」とファンから呼ばれるほどに、また、飯塚も関連作品のディレクションを行う傍ら、大宮の片腕的存在兼漫才相手として、これまたファンから親しまれていた。その悪ノリぶりは、2人が関わった作品にまで影響を及ぼす事も珍しくない。
この傾向はトライネットエンタテインメントに移籍してからも相変わらずであり、2007年3月までインターネットラジオサイト・音泉で配信されていた『サブちゃん一家の、だからアニメはやめられない!?』で、その様子を知ることが出来た。
| スタブアイコン | サブスタブ | この項目は、まだ閲覧者の調べものの参照としては役立たない、企業に関連した書きかけの項目です。この項目を加筆・訂正などしてくださる協力者を求めています（PJ:経済）。 |